# آوالانچ (پلتفرم بلاک چین)
آوالانچ یک پلتفرم زنجیره‌بلوک لایه ۱ غیرمتمرکز و منبع‌باز است که توسط آوا لبز توسعه یافته و در سپتامبر ۲۰۲۰ راه اندازی شده است. این برای پشتیبانی از برنامه‌های غیرمتمرکز (dApps) کاربردی، سریع، مقیاس‌پذیر و ایمن و قراردادهای هوشمند طراحی شده است.